# Amphiantisz

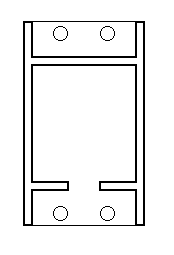
Amphiantisz alaprajza

Az amphiantisz (görögül annyi mint kettős ante templom) ókori görög templomtípus. Jellegzetessége, hogy a cella mindkét végén falnyúlványokkal, antepillérekkel közrefogott előtér található. A pillérek között egy vagy két oszlop is állhatott.